# جوان ليستور
جوان ليستور (بالإنجليزية: Joan Lestor)‏ (13 نوفمبر 1931 - 27 مارس 1998)؛ سياسية بريطانية، تنتمي إلى حزب العمال.

## الحياة السابقة
تلقت ليستور تعليمها في مدرسة بلينافون الثانوية في مدينة مونماوث، ثم اكملت تعلميها في مدرسة ويليام موريس الثانوية، إلى أن تخرجت من جامعة لندن. أصبحت معلمة في الحضانة وعضوا في الحزب الاشتراكي لبريطانيا العظمى، لكنها استقالت من الأخير بسبب جدل تيرنر (وهو حدث تاريخي وقع داخل الحزب). أصبحت عضو مجلس في عام 1958 في منطقة متروبوليتان بورو في واندسوورث، ولاحقًا في منطقة واندسوورث في لندن. عملت في مجلس مقاطعة لندن وخسرت في لويسهام ويست (دائرة مجلس مقاطعة لندن) في انتخابات عام 1961، لكنها فازت في انتخابات فرعية لتمثيل واندسوورث سنترال من عام 1962 حتى عام 1964.

## عملها البرلماني
تنافست ليستور في لويشام الغربية (دائرة انتخابية في المملكة المتحدة) في عام 1964 وانتخبت عضوًا في البرلمان عن إيتون وسلو في عام 1966. عينت لفترة وجيزة كوزيرة مسؤولة عن تعليم الحضانة من عام 1969 إلى 1970. في مارس 1974 أصبحت وكيلة وزارة الخارجية للشؤون الخارجية وشؤون الكومنولث، وفي يونيو 1975 عادت للعمل في مجال التعليم كنائبة لوزارة الخارجية للتعليم والعلوم. في مارس 1976 استقالت بسبب التخفيضات.
كانت ليستور أحد المحررين المؤسسين لمجلة سيرش لايت الشهرية المناهضة للفاشية، على الرغم من أن تلك المجلة لم يكن لها سوى ارتباط ضعيف بالدولة. بعد تغييرات الحدود في عام 1983، تنافست ليستور على دائرة سلاو الانتخابية الجديدة لكنها هزمت من قبل المرشح المحافظ جون آرثر واتس. نيل كينوك الذي أصبح زعيم حزب العمال بعد فترة وجيزة من الانتخابات قال إنه «حزين» لهزيمة ليستور.
ألقت ليستور باللوم على الحزب الديمقراطي الاجتماعي في هزيمتها. لم تعد ليستور عضوًا في البرلمان، لكنها عملت في حركة التنمية العالمية، حيث قامت بحملات من أجل رعاية الأطفال وإنشاء وحدة للتحقيق في إساءة معاملة الأطفال، بما في ذلك الاعتداء الجنسي.
عملت في الحكومة بين عامي 1989 و 1996 في البداية كمتحدثة رسمية باسم الحكومة للأطفال والعائلات ثم وزيرة الدولة للتنمية الدولية. استقالت في 25 يوليو 1996 بعد أن أعلنت أنها لا تسعى لإعادة انتخابها في الانتخابات القادمة.

## روابط خارجية
- Hansard 1803–2005: contributions in Parliament by Joan Lestor